# No Boundaries (singel)
No Boundaries – ballada pop-rockowa Krisa Allena, wydana w połowie 2009 roku na singlu. Utwór zwyciężył w sezonie 8. programu rozrywkowego American Idol, gdzie wykonywany był przez finalistów show. Piosenka została napisana przez jednego z członków jury Kare DioGuardi, wraz z Cathy Dennis i Mitchem Allanem. Jest to pierwszy singel zwycięzcy Krisa Allena i zdobywcy drugiego miejsca Adama Lamberta.
Po raz pierwszy utwór zaprezentowano 19 maja 2009 podczas końcowego występu w finale American Idol. Zarówno wersja Lamberta i Allena zostały wydane cyfrowo 20 maja 2009 roku.

## Lista utworów
No Boundaries – Single (wersja Krisa Allena)
1. „No Boundaries”: 3:30

No Boundaries – Single (wersja Adama Lamberta)
1. „No Boundaries”: 3:48

## Historia wydania
Obie wersje
| Region            | Data         |
| ----------------- | ------------ |
| Austria           | 20 maja 2009 |
| Kanada            | 20 maja 2009 |
| Stany Zjednoczone | 20 maja 2009 |
| Australia         | 22 maja 2009 |
| Finlandia         | 22 maja 2009 |
| Wielka Brytania   | 22 maja 2009 |
| Filipiny          | 26 maja 2009 |
| Szwecja           | 26 maja 2009 |

## Listy przebojów
Kris Allen
29 maja 2009 wersja Allena dotarła do #11 miejsca Billboard Hot 100, uzyskując 134.000 pobrań. Również w tym samym tygodniu, piosenka zadebiutowała na #27 miejscu Billboard Hot Adult Contemporary.
| Lista (2009)                                 | Najwyższa pozycja |
| -------------------------------------------- | ----------------- |
| Canadian Hot 100                             | 13                |
| UK Singles Chart                             | 92                |
| U.S. Billboard Hot 100                       | 11                |
| U.S. Billboard Hot Adult Contemporary Tracks | 23                |
| U.S. Billboard Pop 100                       | 26                |

Adam Lambert
Wersja Lamberta zadebiutowała na liście Billboard Hot 100 29 maja 2009 na #72 miejscu, przy sprzedaży około 36.000 plików do pobrania.
| Lista (2009)                    | Najwyższa pozycja |
| ------------------------------- | ----------------- |
| Canadian Hot 100                | 52                |
| New Zealand RIANZ Singles Chart | 38                |
| U.S. Billboard Hot 100          | 72                |